# Josef Ospelt
Josef Ospelt, né le 9 janvier 1881 à Vaduz et décédé le 1er juin 1962 dans la même ville, est un homme d'État liechtensteinois, membre du Parti progressiste des citoyens et chef du gouvernement du Liechtenstein de mars 1921 à mai 1922.